# Ninón Sevilla
Ninón Sevilla, geboren als Emilia Pérez Castellanos (Havana, 10 november 1921 – Mexico-Stad, 1 januari 2015) was een Cubaans-Mexicaans actrice.

## Biografie
Sevilla had haar artiestennaam te danken aan Ninon de Lenclos. In de jaren 1940 verhuisde ze naar Mexico om een rol te kunnen spelen in een show waarin Libertad Lamarque een hoofdrol speelde. In 1946 speelde ze in haar eerste film met aan haar zijde María Elena Marqués. Een hoofdrol kreeg ze in 1949 in Aventurera. Ze werkte vaak samen met de regisseurs Alberto Gout en Emilio Fernández. Haar laatste rol speelde ze in een telenovelle in 2012.
Ze overleed op Nieuwjaarsdag 2015 in Mexico-Stad.
- Bibliothèque nationale de France: cb142263838 (data)
- International Standard Name Identifier: 0000 0000 0924 1768
- Library of Congress Control Number: nr97035531
- Virtual International Authority File: 17434377
- WorldCat: E39PBJrChvyKVV3YtMfvWTvvHC